# Olesia Platonova
Olesia Platonova (13 de marzo de 2001) es una deportista rusa que compite en natación sincronizada. Ganó una medalla de plata en el Campeonato Mundial de Natación de 2025 y una medalla de oro en el Campeonato Europeo de Natación de 2021.

## Palmarés internacional
| Campeonato Mundial | Campeonato Mundial  | Campeonato Mundial | Campeonato Mundial |
| Año                | Lugar               | Medalla            | Prueba             |
| ------------------ | ------------------- | ------------------ | ------------------ |
| 2025               | Singapur (Singapur) | Medalla de plata   | Dúo libre mixto    |
| Campeonato Europeo |                     |                    |                    |
| Año                | Lugar               | Medalla            | Prueba             |
| 2021               | Budapest (Hungría)  | Medalla de oro     | Dúo libre mixto    |